# Мясота
Мясота (бел. Мясата́, также встречаются Мясо́та, Мясята́) — деревня в Молодечненском районе Минской области Беларуси. Входит в состав Мясотского сельсовета. Население 328 человек (2009).
До 2015 года являлась административным центром Мясотского сельсовета.

## География
Мясота находится в 14 км к востоку от райцентра, города Молодечно. Местность принадлежит бассейну Немана, через деревню протекает река Уша, в черте Мясоты в неё впадает небольшая речка Писаревка. По южной окраине деревни проходит автодорога Р28 (Минск — Молодечно). В километре к югу от деревни находится ж/д платформа Мясота на линии Минск — Молодечно.

## История
Мясота известна с XVI века. В 1575 году она принадлежала витебскому воеводе Стефану Збаражскому. Збаражским имение принадлежало вплоть до Северной войны начала XVIII века. В ходе боевых действий между русской и шведской армиями Мясота была полностью сожжена, но после войны отстроилась. В XVIII веке здесь была построена деревянная православная церковь (не сохранилась).
В результате второго раздела Речи Посполитой (1793) Мясота оказались в составе Российской империи; в Ошмянском уезде Виленской губернии. В 1796 году в Мясоте родился литератор Томаш Зан.
Во второй половине XIX века на кладбище была возведена деревянная православная церковь св. Дмитрия Солунского (сохранилась). В XIX веке имение Мясота принадлежало сначала Огинским, затем Тышинским. Последние владели Мясотой вплоть до 1939 года, во второй половине XIX века Мясотой владел литератор Александр Тышинский. Тышинские выстроили в Мясоте дворянскую усадьбу, от которой ничего не осталось, последние остатки бывшего усадебного дома были разобраны в 2001 году).
Во время Первой мировой войны в д.Мясота некоторое время базировались русские тяжелые бомбардировщики "Илья Муромец". Самолёт "Илья Муромец-16", геройски погибший в неравном бою с четырьмя германскими истребителями в 1916 г., отправился в последний полет именно из Мясоты.
В результате Рижского мирного договора 1921 года Мясота вошла в состав межвоенной Польши, где были в составе Ошмянского повета, а с 1927 года — Молодечненского повета Виленского воеводства. С 1939 года в составе БССР.
С июня 1941 по июль 1944 года Мясота находилась под немецко-фашистской оккупацией, в память о земляках, погибших в войну, после войны был возведён памятник-стела.
До 2015 года являлась административным центром Мясотского сельсовета.

## Население
- 2009 — 328 человек

## Культура
- Дом культуры

## Достопримечательности
- Усадебный дом (построен в начале XX в.)
- Православная церковь Св. Димитрия Солунского. Построена из дерева во второй половине XIX века, в XX веке обложена кирпичом

### Памятник, скульптура
- Памятник В. И. Ленину
- Памятник Виленскому тракту (1979) — летописный камень у деревни (62-й км шоссе Минск — Молодечно), установленный в честь известных людей, проезжавших по этому старинному тракту. Например, на летописном камне напечатано имя Максима Горецкого. Расположен справа от автомобильной дороги Минск — Вильнюс, около поворота в деревню. Установлен в 1979 году.
- Памятник-стела в память о земляках, погибших в годы Великой Отечественной войны
- Мемориальная доска Томашу Зану (1976), на здании школы.

## Галерея

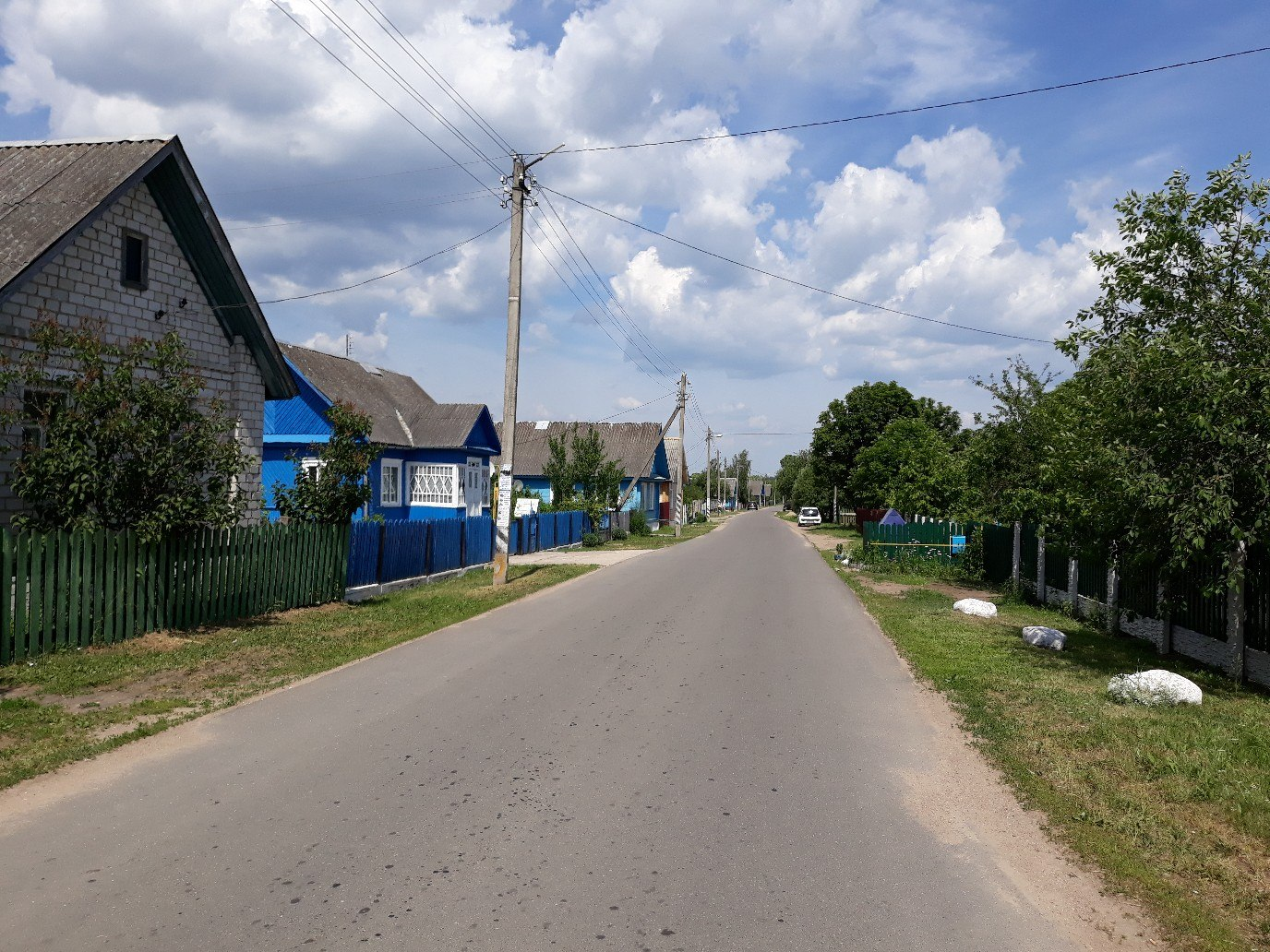
Улица
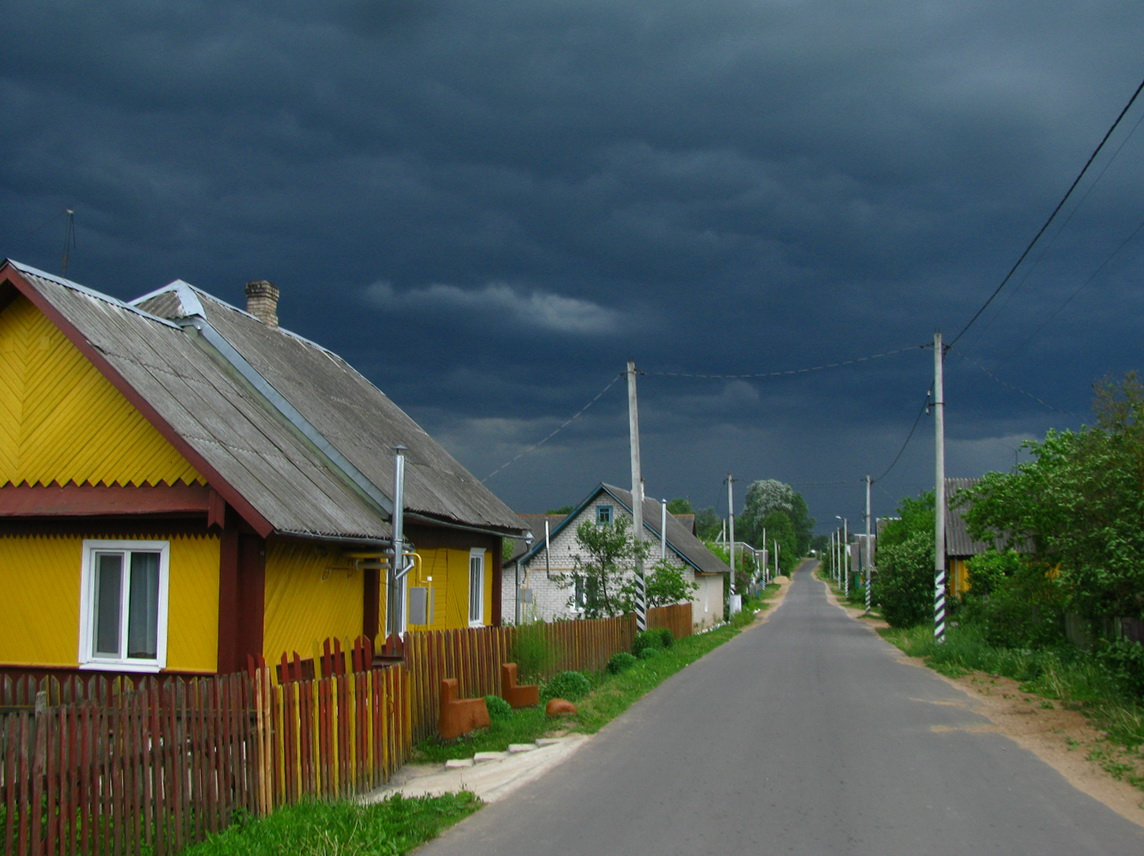
Панорама деревни
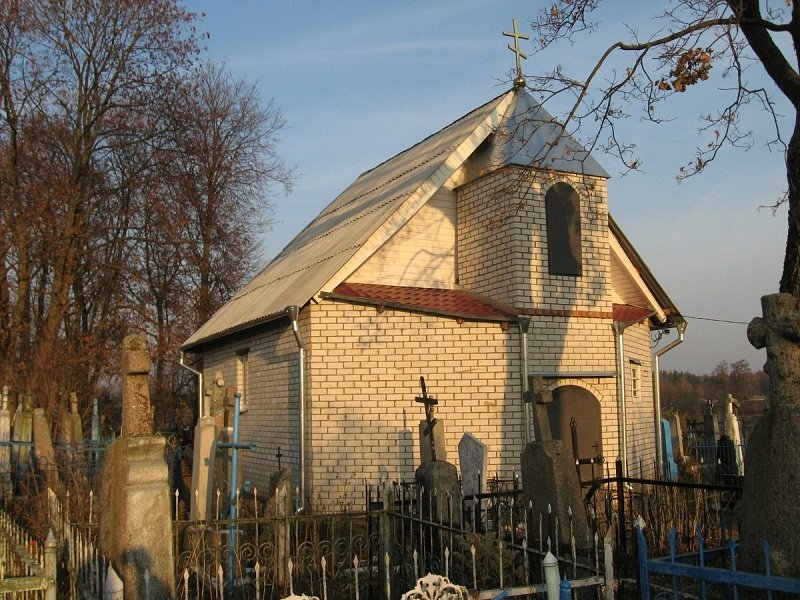
Церковь Св. Дмитрия Солунского
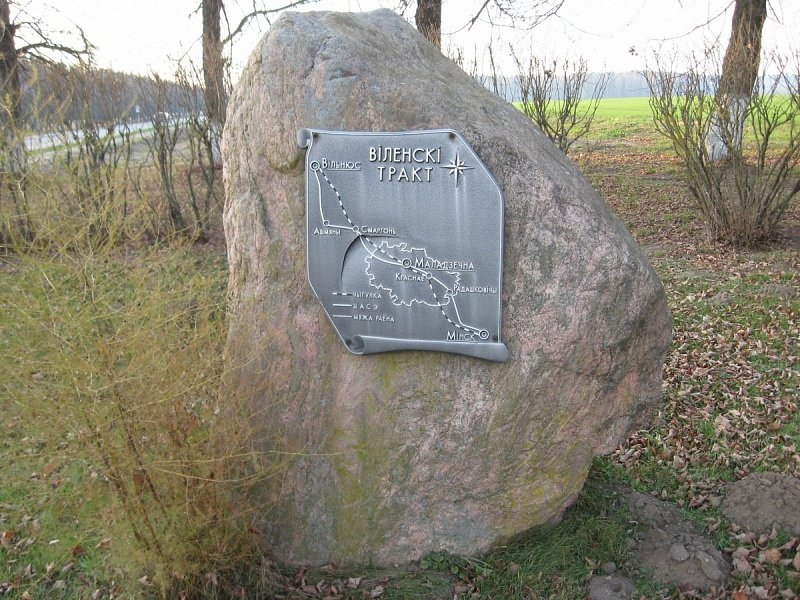
Памятник Виленскому тракту
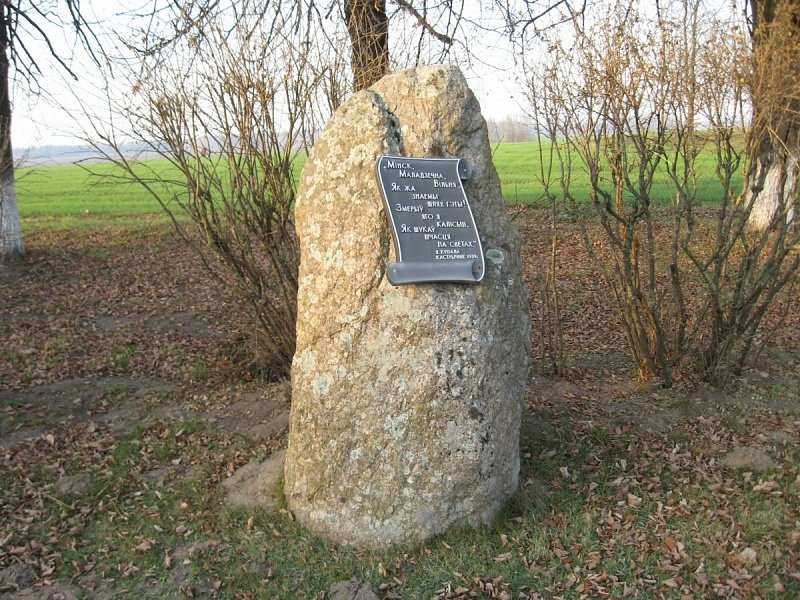
Памятник Виленскому тракту
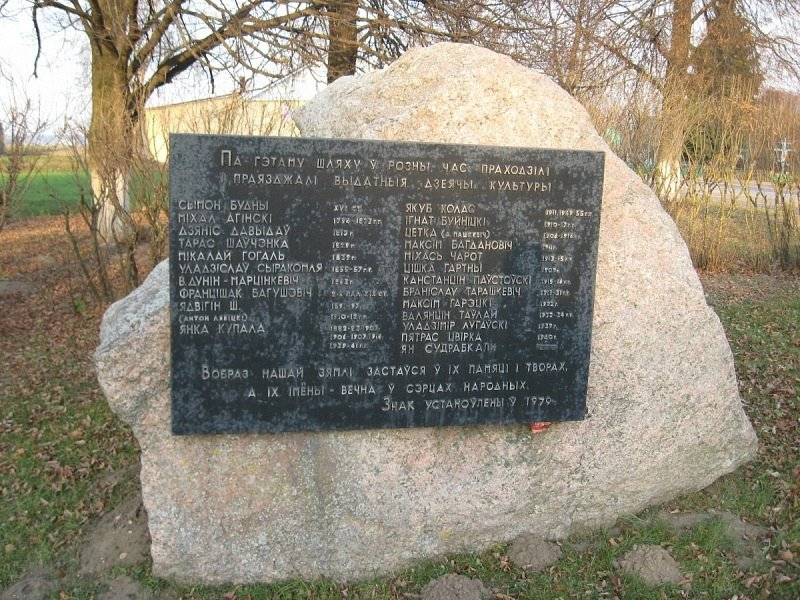
Памятник Виленскому тракту
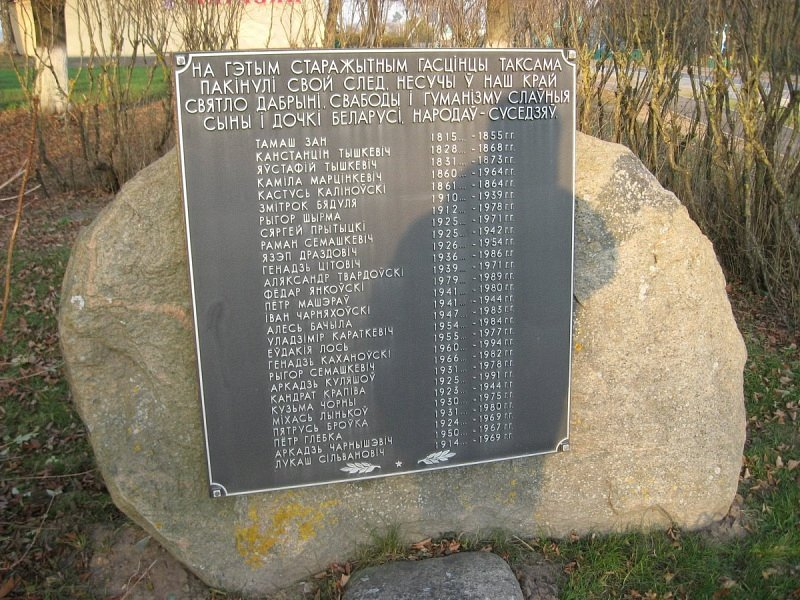
Памятник Виленскому тракту